# Metaurus reticulatus
Metaurus reticulatus är en insektsart som beskrevs av Stsl 1866. Metaurus reticulatus ingår i släktet Metaurus och familjen Dictyopharidae. Inga underarter finns listade i Catalogue of Life.